# Мілн-Бей
Прові́нція Мілн-Бей (англ. Milne Bay Province, ток-пісін Milen Be) — провінція Папуа Нової Гвінеї. Населення провінції 209 054 особи (перепис 2000 року), що становить 11-те місце із всіх провінцій країни, площа становить 16 202 км² (12-е місце) і 252 990 км² моря. Адміністративний центр перебуває у місті Алотау (10 025 осіб).

## Географія
Провінція розташована в південно-східній частині країни і на понад 600 прибережних островах, з яких близько 160 населені. Омивається з північної сторони Соломоновим морем, а з південної — Кораловим
Система коралових рифів Мілн-Бей є одною із найбільш біологічно різноманітних у світі, і, таким чином привертає увагу численних дайверів і природоохоронних організацій. Острови Д'Антркасто досі проявляють значну вулканічну активність, особливо Фергуссон (Моратау) і Добу.
Острови Луїзіада є перевалочним пунктом для яхт, які подорожують в усьому світі, особливо тих, що прямують із Австралії.

### Острови
Із численних островів в провінції Мілн-Бей, найбільші включають в себе:
- Острови Д'антркасто, в тому числі, Гуденаф (Нідула), Фергюссон (Моратау), Санароа, Добу, Норманбі (Дуау).
- Острови Тробріана, в тому числі, Кірівіна, Каілеуна, Вакута, Кітава.
- Острови Амфлетт.
- Вудларк (Муруа).
- Острови Луїзіада, в тому числі, Россель (Йела), Тагула (Садест, Ванатінаі), Місіма.
- Самарай — місцезнаходження штаб-квартири колоніального району до 1969 року, коли нова столиця провінції була перенесена в Алотау.
- Квато, Дека-Дека, Логеа, Саліба, Басілакі, Сідея.
- Острови Енджініер, в тому числі Тубетубе, Кораіве.

## Економіка
Основними джерелами доходів у провінції є туризм. Тут ведеться культивування пальмових плантацій з одержанням з них олії, видобуток золота та срібла на острові Місіма. Золото-срібний рудник перебуває на стадії закриття. Після 2001 року роботи переважно зосереджені на вимогах закриття шахт та екологічній рекультивації території. За час свого існування, в Місіма було видобуто більше 3,7 млн унцій золота і 18 млн унцій срібла. В менших масштабах проводиться вирощування какао і виробництво копри.

## Населення
Населення провінції розмовляє близько 48 мовами, більшість з яких належить до східної малайсько-полінезійської гілки, австронезійської мовної сім'ї.

## Адміністративний поділ
Територія провінції розділена на чотири райони. Кожен район має кілька одиниць місцевого самоврядування (LLG). Для зручності виконання перепису, використовується поділ на відділення в кордонах тих же одиниць місцевого самоврядування.
| Район            | Адміністративний центр | Назва LLG                   |
| ---------------- | ---------------------- | --------------------------- |
| Алотау           | Алотау                 | Алотау (міська)             |
| Алотау           | Алотау                 | Даґа (сільська)             |
| Алотау           | Алотау                 | Гугу (сільська)             |
| Алотау           | Алотау                 | Макамака (сільська)         |
| Алотау           | Алотау                 | Мараматана (сільська)       |
| Алотау           | Алотау                 | Суау (сільська)             |
| Алотау           | Алотау                 | Вераура (сільська)          |
| Еса'ала          | Еса'ала                | Добу (сільська)             |
| Еса'ала          | Еса'ала                | Дуау (сільська)             |
| Еса'ала          | Еса'ала                | Вест Ферґусон               |
| Кірівіні-Гуденаф | Кірівіна               | Ґуденоуґг Ісланд (сільська) |
| Кірівіні-Гуденаф | Кірівіна               | Кірівіні (сільська)         |
| Самараї-Муруа    | Муруа                  | Бванабвана (сільська)       |
| Самараї-Муруа    | Муруа                  | Луїзіада (сільська)         |
| Самараї-Муруа    | Муруа                  | Муруа (сільська)            |
| Самараї-Муруа    | Муруа                  | Йалейамба (сільська)        |